# ウルスラ・ブッケル
ウルスラ・ブッケル（Ursula Buckel, 1926年2月11日 - 2005年12月5日）は、ドイツのソプラノ歌手。
テューリンゲン州ラウシャの生まれ。幼い頃から音楽の才能を示し、生地の教会の聖歌隊に所属しつつオルガニストとしての研鑽を積んだ。1947年にブラウンシュヴァイクの教会音楽学校に進学するも、翌年にはコンスタンツに一家で移住し、フライブルクでハンス・レフリンに声楽を学んだ。また、ヒルヴェルサムでリア・ギンスターの薫陶も受けた。スイスのクロイツリンゲンでヨハン・ゼバスティアン・バッハのヨハネ受難曲にリハーサル抜きで出演して脚光を浴び、1954年からソプラノ歌手として活動を始めた。以後、バッハの声楽曲の専門家として、シャフハウゼン、アンスバッハ、マインツ、ミュンヘン等のドイツ各地の音楽祭に参加し、オックスフォードでも歌った。カール・リヒターの率いるミュンヘン・バッハ管弦楽団及び合唱団の演奏会や録音にも参加し、ヘルムート・ヴィンシャーマンの率いるドイツ・バッハ・ゾリステンとも客演した。1970年にはヴォルフガング・アマデウス・モーツァルトの《ドン・ジョヴァンニ》でドンナ・アンナ役を歌ったが、以後オペラを歌わなかった。
1971年からジュネーヴ音楽院で教鞭をとった。
ジュネーヴにて没。

## 註
1. ↑  1954年に義眼技工士のヴェルナー・ブッケルと結婚した。旧姓はミュラー(Müller)。

| スタブアイコン | サブスタブ | この項目は、まだ閲覧者の調べものの参照としては役立たない、人物に関連した書きかけの項目です。この項目を加筆・訂正などしてくださる協力者を求めています（P:人物伝/PJ:人物伝）。 |